# Campeonato Europeu de Voleibol Masculino Sub-22
O Campeonato Europeu de Voleibol Masculino Sub-22 é uma competição organizada pela Confederação Europeia de Voleibol (CEV) que reúne as seleções juniores de voleibol da Europa, reservada a jogadores com idade inferior a 22 anos.

## Histórico
Para dar continuidade ao extenso trabalho realizado para o crescimento do voleibol em todos os níveis, o Conselho de Administração do CEV decidiu introduzir um evento-teste para uma competição adicional por faixa etária, aberta às categorias Sub-21 e Sub-22 para mulheres e homens, respectivamente.
Esta decisão seguiu os resultados de uma pesquisa envolvendo todas as 56 Federações Nacionais, onde a CEV avaliou seu interesse na introdução de uma competição destinada a ajudar os jogadores mais jovens a fazer uma transição suave do escalão júnior para o sênior.
O Conselho de Administração do CEV aprovou um plano para a organização de uma primeira edição deste campeonato em 2022. Isto serviu como uma espécie de 'teste'. Após a conclusão do processo de registro relevante, a Comissão Europeia de Organização do Esporte (ESOC) elaborou planos detalhados para a entrega da competição inaugural. Dependendo do resultado do evento de teste, uma segunda edição seguiria com as eliminatórias planejadas para julho de 2023 e as respectivas rodadas finais realizadas um ano depois.
As finais da primeira edição ocorreram em julho de 2022, na Polônia. Na ocasião, a seleção italiana conquistou o primeiro título do campeonato ao derrotar a seleção francesa por 3 sets a 0.

## Quadro de medalhas
| Ordem | País    | Medalha de ouro | Medalha de prata | Medalha de bronze |   |
| ----- | ------- | --------------- | ---------------- | ----------------- | - |
| 1     | Itália  | 1               | 1                | 0                 | 2 |
| 1     | França  | 1               | 1                | 0                 | 2 |
| 3     | Polônia | 0               | 0                | 2                 | 2 |